# Clan Destiny
Clan Destiny è il diciannovesimo album in studio del gruppo rock inglese Wishbone Ash, pubblicato nel 2006.

## Tracce
1. Eyes Wide Open – 5:13
2. Dreams Outta Dust – 4:26
3. Healing Ground – 4:24
4. Steam Town – 4:02
5. Loose Change – 4:47
6. Surfing a Slow Wave – 3:47
7. Slime Time – 4:53
8. Capture the Moment – 3:29
9. Your Dog – 3:32
10. The Raven – 4:45
11. Motherless Child – 4:06

## Formazione
- Andy Powell - chitarra, voce
- Muddy Manninen - chitarra
- Bob Skeat - basso
- Ray Weston - batteria